# Лавър Източноамерикански и Нюйоркски
Митрополит Лавър (светско име Василий Михайлович Шкурла, на словашки: Vasiľ Škurla; 1 януари 1928, Ладомирва, Чехословакия – 16 март 2008, Джорданвил, Ню Йорк, САЩ) – епископ на Руска православна църква зад граница, митрополит Източноамерикански и Нюйоркски, Първоиерарх на Руската православна църква зад граница.

## Биография
Роден е на 1 януари 1928 година в Ладомирова, днешна Словакия в русинско семейство. През 1939 година се установява в близката обител на св. Йов Почаевски, където посещава и богословско-пастирските курсове към манастира. През 1946 година пристига в манастира „Света Троица“ в Джорданвил, където през 1948 година е подстриган за расофор, а после – за йеродякон и през 1954 година – за йеромонах.
През същата година завършва Свето-Троицката духовна семинария в Джорданвил, а през 1960 година е назначен за неин инспектор. През 1959 година му е дадено отличието игумен, а през 1966 гл – архимандрит. На 13 август 1967 година в Ню Йорк е хиротонисан за епископ Манхатънски и е назначен за секретар на Архиерейския синод на Руската задгранична църква. От същата година е и ректор на Свето-Троицката духовна семинария в Джорданвил. През 1981 година е избран за архиепископ Сиракузки и Троицки.
През 1990-те години архиепископ Лавър нееднократно неофициално посещава Русия. През 2001 г. Архиерейският синод го назначава за заместник на първойерарха на Руската задгранична църква. През октомври същата година става председател на Архиерейския синод на Руската задгранична църква и Източноамерикански и Нюйоркски. Първата му официална визита в качеството му на първойерарх на Задграничната църква е през май 2004 г.
На 17 май 2007 година в храма „Христос Спасител“ в Москва митрополит Лавър и патриарх Алексий II подписват Акта за канонично общение. След това двамата йерарси извършват първата съвместна литургия, слагайки край на многовековния разкол в Руската църква.
Последното посещение на митрополит Лавър в Москва е от 18 до 29 февруари 2008 година, когато той взема участие в тържествата по повод именния ден на предстоятеля на Руската православна църква. Тогава е награден с орден „Преп. Сергий Радонежски – I степен“ и с редица обществени награди.
Почива на 16 март 2008 година на 81-годишна възраст.